# شهرستان گالاهاری
شهرستان گالاهاری یک منطقهٔ مسکونی در سومالی است که در جلجدود واقع شده‌است.